# Cody Simpson
Cody Robert Simpson (Gold Coast, Queensland, Ausztrália, 1997. január 11. –) ausztrál popénekes és professzionális úszó.

## Diszkográfia
Cody Simpson karrierje során három nagylemezt jelentetett meg, az alábbiakat:
• Paradise (2012)
• Surfer's Paradise (2013)
• Free (2015)